# Uladislao Gámez Solano
Uladislao Gámez Solano (Puntarenas, 8 de agosto de 1909 - Heredia, 12 de enero de 2005) fue un docente y político costarricense, ejerció el cargo de Ministro de Educación Pública en tres ocasiones, todas durante las tres presidencias de José Figueres Ferrer.

## Biografía
Hijo del inmigrante español y maestro Antonio Gámez González, nacido en Sevilla, y de Juanita Solano Alarcón, Uladislao "Lalo" Gámez fue el penúltimo de ocho hijos de su padre. Tras enviudar Gámez viaja al Valle de Orosí en Cartago donde conoce y desposa a su segunda esposa y luego emigra a Punterenas donde residiría permanentemente. La labor social de Gámez padre hace que se nombre en su honor a la Escuela Superior de Varones de Puntarenas, donde Uladislao Gámez cursa la primaria. Debido a que en aquella época no existía educación secundaria en Puntarenas Gámez opta por concursar por una beca para asistir a la Escuela Normal de Costa Rica entonces dirigida por Omar Dengo, beca que obtiene. Gámez resaltaría por sus calificaciones y por su habilidad para la música, e incluso recibiría clases de piano en una de las casas de un amigo de su padre donde se hospedó, destacando en su capacidad. Esto le permitió dar clases como profesor de piano a medio tiempo poco después de la muerte de su padre cuando aún era estudiante colegial. Posteriormente el ministro de Educación Alejandro Aguilar Machado le nombra maestro de geografía e historia de la Escuela Normal en 1937 tras ver su labor como instructor de piano.
Se casa el 30 de diciembre de 1933 con Consuelo Lobo Sáenz, también educadora y su novia de colegio. Gámez ingresaría al grupo político Centro para el Estudio de los Problemas Nacionales y presidiría su filial en Heredia. El Centro se convertiría luego en el Partido Social Demócrata presidido por José Figueres Ferrer de cuya rama herediana también sería presidente. Tras la revolución costarricense iniciada en 1948 contra el gobierno de Teodoro Picado Michalski Gámez sería arrestado y encarcelado por cerca de cinco semanas y liberado hasta que terminó el conflicto, tras lo cual fue designado ministro de educación del bando victorio comandado por Figueres y que ejerció el gobierno de facto por 18 meses en la Junta Fundadora de la Segunda República. Durante la Asamblea Nacional Constituyente de Costa Rica de 1949 en su calidad de ministro pudo influenciar en la redacción de la Constitución logrando entre otras cosas que se declarara la educación secundaria como obligatoria al igual que ya lo era la primaria recordando los límites que padeció en su niñez. Posteriormente sería ministro de educación en los períodos 1953-1958 y 1970-1974 y diputado.